# Betriebsbahnhof Berlin-Rummelsburg
Betriebsbahnhof Berlin-Rummelsburg is een spoorwegstation in de Duitse plaats Berlijn, stadsdeel Berlin-Rummelsburg. Het station werd in 1879 geopend voor goederenverkeer en voor bedrijfsinterne doeleinden, zoals rangeren en klein onderhoud. Het goederenstation is in de jaren 1970 gesloten.
In 1948 werd ook een haltepunt voor de S-Bahn geopend voor alle passagiers, nadat aanvankelijk het in- en uitstappen slechts was toegestaan voor personeel van de spoorwegen.

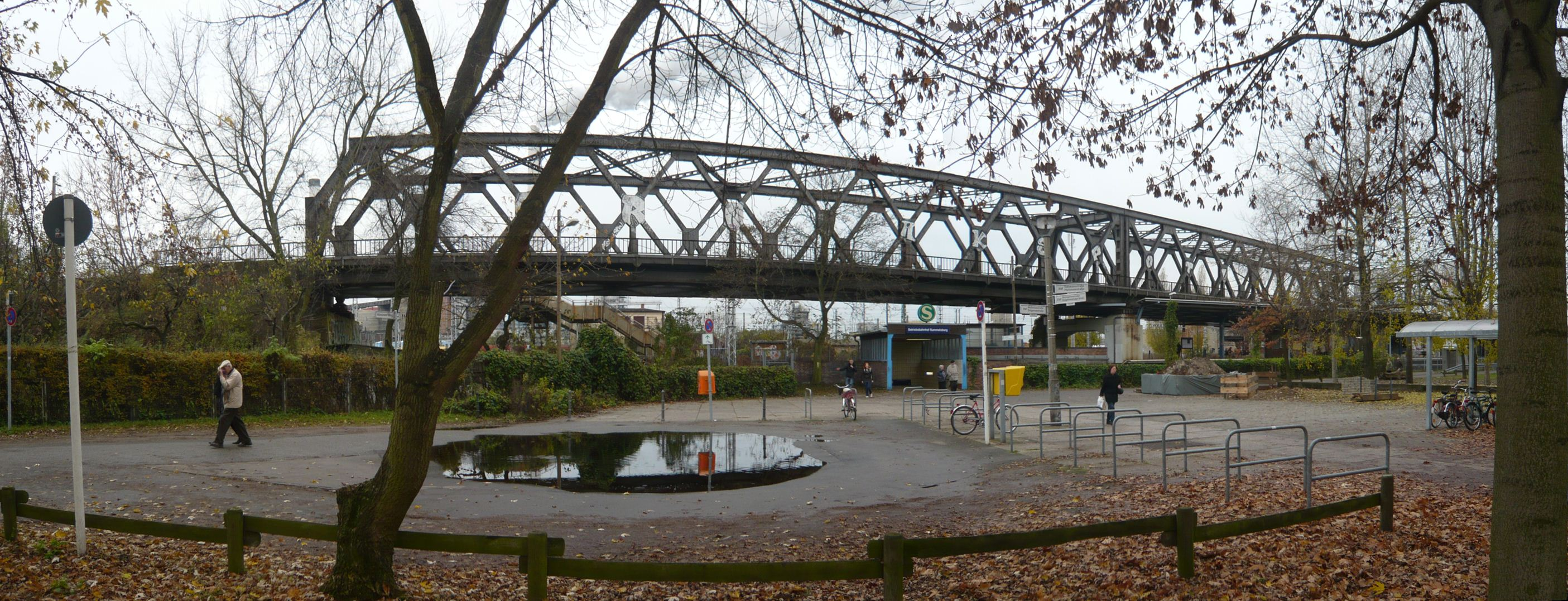
Brug